# Arnaud Labbe
Arnaud Labbe (Creil, 3 de noviembre de 1976) es un ciclista francés.
Comenzó su carrera como profesional en 2005 con el equipo Auber 93. En 2006 se unió a la formación del Bouygues Telecom y entre 2010 y 2013 lo hizo en el Cofidis.
Además de en el ciclismo en ruta Arnaud Labbe es también un especialista del ciclocrós donde ha obtenido sus mayores éxitos compaginando esta modalidad con las carreras en ruta, llegando a ser tercero en el Campeonato de Francia de Ciclocross en varias ocasiones y ganar el Ciclocross de Igorre en 2004. Tuvo que recalificarse como amateur en 2010 fichando por el equipo GSC Blagnac con el que ganó el Gran Premio Ayuntamiento de Ispáster por segunda vez en su carrera. Sin embargo, poco después, volvió a profesional debutando en mayo de 2010 con el equipo Cofidis, le Crédit en Ligne para paliar la salida de varios corredores del Cofidis. En esta vuelta al profesionalismo, se escapó en su primer día de carrera durante 110 kilómetros en la primera etapa de los Cuatro Días de Dunkerque.
En octubre de 2013 anunció su retirada del ciclismo tras nueve temporadas como profesional y con 36 años de edad.

## Palmarés
2003 (como amateur)
- 3.º en el Campeonato de Francia de Ciclocrós

2004 (como amateur)
- Ciclocross de Igorre

2006
- Ciclocross Lanarvily
- 3.º en el Campeonato de Francia de Ciclocrós

2007
- Gran Premio Ayuntamiento de Ispáster

2008
- 3.º en el Campeonato de Francia de Ciclocrós

2010
- Gran Premio Ayuntamiento de Ispáster

## Resultados en Grandes Vueltas
| Carrera | Carrera         | 2005 | 2006  | 2007 | 2008  | 2009 | 2010  | 2011 | 2012 | 2013 |
| ------- | --------------- | ---- | ----- | ---- | ----- | ---- | ----- | ---- | ---- | ---- |
|         | Giro de Italia  | —    | 116.º | Ab.  | —     | —    | —     | —    | —    | —    |
|         | Tour de Francia | —    | —     | —    | —     | —    | —     | —    | —    | —    |
|         | Vuelta a España | —    | —     | —    | 108.º | —    | 154.º | —    | —    | —    |

—: no participa

Ab.: abandono